# Barichneumon erythropoda
Barichneumon erythropoda là một loài tò vò trong họ Ichneumonidae.